# Дисамарийвисмут
Дисамарийвисмут — бинарное неорганическое соединение
самария и висмута
с формулой BiSm2,
кристаллы.

## Получение
- Синтез из чистых веществ:

{\displaystyle {\mathsf {2Sm+Bi\ {\xrightarrow {1297^{o}C}}\ BiSm_{2}}}}

## Физические свойства
Дисамарийвисмут образует кристаллы
тетрагональной сингонии, пространственная группа P 4/nmm, параметры ячейки a = 0,452 нм, c = 1,760 нм, Z = 4,
структура типа антимонида димеди Cu2Sb
.
Соединение образуется по перитектической реакции при температуре 1297 °C .